# J.League Division 1 2004
Die J.League Division 1 2004 war die zwölfte Spielzeit der höchsten Division der japanischen J.League und die sechste unter dem Namen Division 1. An ihr nahmen sechzehn Vereine teil. Die reguläre Saison wurde in zwei Halbserien ausgetragen und begann am 13. März 2004. Nach dem Ende der zweiten Halbserie am 28. November 2003 spielten die Sieger der beiden Halbserien, Yokohama F. Marinos und Urawa Red Diamonds, in zwei Spielen um den japanischen Meistertitel. Diese Endspiele wurden nach der regulären Saison am 5. und 11. Dezember ausgetragen. Nachdem beide Mannschaften ihr jeweiliges Heimspiel mit 1:0 gewonnen hatten und auch in der Verlängerung des Rückspiels keine Entscheidung gefallen war, musste ein Elfmeterschießen zur Bestimmung des Titelträgers herhalten, mit dem glücklicheren Ende für Titelverteidiger Yokohama.
Durch die Erweiterung des Teilnehmerfeldes auf achtzehn Mannschaften zur Saison 2005 gab es in dieser Spielzeit keinen Absteiger, nachdem sich der Letzte der Gesamttabelle, Kashiwa Reysol in zwei Relegationsspielen gegen den Dritten der J.League Division 2 2004, Avispa Fukuoka durchsetzte.

## Modus
Wie in der Vorsaison standen sich die Vereine zweimal, also je einmal zuhause und einmal auswärts, gegenüber, allerdings wurden beide Halbserien als getrennte Meisterschaften gewertet.
Für einen Sieg gab es drei Punkte, bei einem Unentschieden erhielt jede Mannschaft einen Zähler. Die Tabelle einer jeden Halbserie wurde also nach den folgenden Kriterien erstellt:
1. Anzahl der erzielten Punkte
2. Tordifferenz
3. Erzielte Tore
4. Ergebnisse der Spiele untereinander
5. Entscheidungsspiel oder Münzwurf

Nach Ende einer Halbserie qualifizierte sich der Verein mit den meisten Punkten für die Endspiele um die japanische Meisterschaft. Der Sieger der Endspiele qualifizierte sich als japanischer Meister für die AFC Champions League 2005. Zur Ermittlung der beiden Absteiger wurde nach Ende der Saison nach den gleichen Kriterien wie oben angegeben eine Tabelle über die gesamte Spielzeit gebildet, die beiden schlechtesten Mannschaften mussten den Gang in die Zweitklassigkeit antreten.

## Teilnehmer
Insgesamt nahmen sechzehn Mannschaften an der Spielzeit teil. Nicht mehr dabei waren der Tabellenletzte der Vorsaison, Kyōto Purple Sanga sowie der Vorletzte Vegalta Sendai, die beide in die J.League Division 2 2004 absteigen mussten. Kyōto und Sendai waren zwei Jahre zuvor gemeinsam in die Division 1 aufgestiegen.
Ersetzt wurden die beiden Absteiger durch Albirex Niigata, den Meister der Division 2 2003, sowie dem Zweitplatzierten Sanfrecce Hiroshima. Albirex spielte zum ersten Mal in seiner Geschichte in der höchsten japanischen Spielklasse, Sanfrecce dagegen gelang nach dem Abstieg aus dem Oberhaus 2002 die sofortige Wiederkehr.
| Verein               | Stadt/Region               |
| -------------------- | -------------------------- |
| Albirex Niigata      | Niigata und Seirō, Niigata |
| Cerezo Osaka         | Osaka, Osaka               |
| Gamba Osaka          | Suita, Osaka               |
| JEF United Ichihara  | Ichihara, Chiba            |
| Júbilo Iwata         | Iwata, Shizuoka            |
| Kashima Antlers      | Kashima, Ibaraki           |
| Kashiwa Reysol       | Kashiwa, Chiba             |
| Nagoya Grampus Eight | Nagoya, Aichi              |
| Ōita Trinita         | Ōita, Ōita                 |
| Sanfrecce Hiroshima  | Hiroshima, Hiroshima       |
| Shimizu S-Pulse      | Shizuoka, Shizuoka         |
| FC Tokyo             | Tokio                      |
| Tokyo Verdy 1969     | Tokio                      |
| Urawa Red Diamonds   | Saitama, Saitama           |
| Vissel Kōbe          | Kōbe, Hyōgo                |
| Yokohama F. Marinos  | Yokohama, Kanagawa         |

## Trainer
| Verein               | Cheftrainer                                                       |
| -------------------- | ----------------------------------------------------------------- |
| Kashima Antlers      | Toninho Cerezo                                                    |
| Urawa Reds           | Guido Buchwald                                                    |
| JEF United Ichihara  | Ivica Osim                                                        |
| Kashiwa Reysol       | Tomoyoshi Ikeya → Hiroshi Hayano                                  |
| FC Tokyo             | Hiromi Hara                                                       |
| Tokyo Verdy 1969     | Osvaldo Ardiles                                                   |
| Yokohama F. Marinos  | Takeshi Okada                                                     |
| Albirex Niigata      | Yasuharu Sorimachi                                                |
| Shimizu S-Pulse      | Antoninho → Nobuhiro Ishizaki                                     |
| Júbilo Iwata         | Takashi Kuwahara → Masakazu Suzuki → Masakuni Yamamoto            |
| Nagoya Grampus Eight | Nelsinho Baptista                                                 |
| Gamba Osaka          | Akira Nishino                                                     |
| Cerezo Osaka         | Petar Nadoveza → Fuad Muzurović → Albert Pobor → Shinji Kobayashi |
| Vissel Kobe          | Ivan Hašek → Hiroshi Katō                                         |
| Sanfrecce Hiroshima  | Takeshi Ono                                                       |
| Oita Trinita         | Han Berger                                                        |

## Spieler
| Verein               | Spieler |
| -------------------- | --- |
| Kashima Antlers      | Hideaki Ozawa (4/0), Akira Narahashi (12/0), Seiji Kaneko (22/3), Gō Ōiwa (29/0), Kōji Nakata (21/1), Yasuto Honda (7/0), Tōru Araiba (28/1), Mitsuo Ogasawara (28/7), Fabio Junior (13/1), Masashi Motoyama (24/3), Masaki Fukai (20/3), Daiki Iwamasa (18/4), Fernando (26/5), Jun Uchida (17/0), Kōji Kumagai (7/0), Baron (12/2), Tomoyuki Hirase (11/0), Tomohiko Ikeuchi (5/0), Hitoshi Sogahata (27/0), Tatsuya Ishikawa (12/2), Masashi Ōtani (2/0), Takeshi Aoki (20/0), Takuya Nozawa (16/2), Chikashi Masuda (8/2), Yūki Nakashima (10/0), Takayuki Suzuki (14/5) |
| Urawa Reds           | Norihiro Yamagishi (11/0), Keisuke Tsuboi (14/0), Alpay (10/0), Marcus Tulio Tanaka (21/3), Ichiei Muroi (12/1), Nobuhisa Yamada (27/2), Tomoyuki Sakai (19/1), Kōji Yamase (18/5), Yūichirō Nagai (27/6), Emerson (26/27), Tatsuya Tanaka (23/10), Takuya Mikami (1/0), Keita Suzuki (25/0), Tadaaki Hirakawa (22/1), Tōru Chishima (1/0), Alessandro Santos (27/2), Makoto Hasebe (27/5), Hideki Uchidate (26/0), Satoshi Horinouchi (9/0), Hiroyuki Kobayashi (1/0), Ryōta Tsuzuki (19/0), Takuya Yokoyama (2/0), Masayuki Okano (15/1), Nene (10/1), Shunsuke Ōyama (1/0) |
| JEF United Ichihara  | Tomonori Tateishi (1/0), Masataka Sakamoto (29/1), Daisuke Saitō (25/1), Takayuki Chano (26/1), Milinovic (26/0), Yūki Abe (24/5), Yūto Satō (29/7), Marquinhos (14/12), Takenori Hayashi (20/2), Shinji Murai (29/1), Sandro (22/9), Kōji Nakajima (16/0), Satoru Yamagishi (12/4), Ryō Kushino (29/0), Seiichirō Maki (30/6), Kōhei Kudō (12/1), Naotake Hanyū (25/1), Takashi Rakuyama (8/0), Kōzō Yūki (11/0), Hiroki Mizumoto (5/0), Kōki Mizuno (7/1), Mitsuki Ichihara (3/0), Hironobu Haga (1/0), Yūichi Yōda (5/2) |
| Kashiwa Reysol       | Yūta Minami (28/0), Kensuke Nebiki (1/0), Palacios (7/0), Norihiro Satsukawa (8/0), Takeshi Watanabe (15/0), Sōta Nakazawa (9/0), Dudu (11/2), Tomokazu Myōjin (28/5), Ricardinho (11/0), Yoshiteru Yamashita (13/0), Zé Roberto (18/1), Nozomu Katō (7/0), Tadatoshi Masuda (19/2), Yūzō Kobayashi (9/0), Masayuki Ochiai (2/0), Harutaka Ōno (12/0), Tatsuya Yazawa (26/0), Shin’ya Tanoue (1/0), Shunta Nagai (2/0), Kishō Yano (2/0), Yūji Unozawa (11/1), Mitsuru Nagata (28/2), Kenta Shimizu (2/0), Toshiaki Haji (8/1), Hidekazu Ōtani (16/1), Tomonori Hirayama (5/1), Takahiro Shimotaira (13/0), Naoya Kondō (26/1), Takehito Shigehara (15/0), Keiji Tamada (28/10), Minoru Suganuma (3/0), Erikson Noguchipinto (1/0), Takayuki Komine (2/0), Yasuhiro Hato (20/1) |
| FC Tokyo             | Yōichi Doi (30/0), Teruyuki Moniwa (22/1), Jean (26/3), Oh Jang-eun (7/0), Tatsuya Masushima (7/0), Yasuyuki Konno (26/4), Satoru Asari (9/0), Ryūji Fujiyama (18/0), Lucas (27/11), Fumitake Miura (22/2), Yoshirō Abe (28/4), Mitsuhiro Toda (22/2), Yūta Baba (26/3), Norio Suzuki (14/4), Masashi Miyazawa (18/0), Jō Kanazawa (24/0), Naohiro Ishikawa (17/0), Kelly (15/4), Akira Kaji (22/0), Yōhei Kajiyama (16/2), Masamitsu Kobayashi (1/0), Yūsuke Kondō (9/0), Kazuya Maeda (1/0), Yūhei Tokunaga (6/0), Ryōichi Kurisawa (6/0) |
| Tokyo Verdy 1969     | Takuya Yamada (27/1), Ubeda (25/3), Kentarō Hayashi (29/1), Atsushi Yoneyama (29/3), Atsuhiro Miura (23/4), Nozomi Hiroyama (4/0), Daigo Kobayashi (27/0), Mboma (12/4), Hugo (14/1), Kazuki Hiramoto (25/6), Masayuki Yanagisawa (14/0), Seitarō Tomisawa (1/0), Takahito Sōma (11/2), Naoto Sakurai (21/6), Kenta Togawa (15/0), Shingo Nejime (1/0), Yūhei Ono (1/0), Kazunori Iio (12/0), Yoshinari Takagi (30/0), Takashi Hirano (28/4), Takayuki Morimoto (22/4), Lee Gang-jin (7/0), Yoshiyuki Kobayashi (29/4), Jun Tamano (2/0) |
| Yokohama F. Marinos  | Tatsuya Enomoto (30/0), Eisuke Nakanishi (20/0), Naoki Matsuda (24/1), Yasuhiro Hato (1/0), Dutra (22/0), Yoshiharu Ueno (22/3), Yukihiko Satō (16/2), Yoo Sang-chul (19/0), Tatsuhiko Kubo (19/4), Akihiro Endō (22/1), Daisuke Sakata (28/10), Daisuke Oku (25/10), Hayuma Tanaka (23/1), Norihisa Shimizu (14/1), Sōtarō Yasunaga (7/0), Yūji Nakazawa (27/1), Masahiro Ōhashi (8/0), Daisuke Nasu (24/1), Masato Yamazaki (13/0), Nobuki Hara (1/0), Yūzō Kurihara (8/0), Ryūji Kawai (9/0), Ahn Jung-hwan (25/12) |
| Albirex Niigata      | Kōichi Kidera (11/0), Yoshiaki Maruyama (19/0), Anderson (12/0), Kentarō Suzuki (8/0), Osamu Umeyama (7/0), Tadahiro Akiba (14/0), Keisuke Kurihara (11/0), Motohiro Yamaguchi (29/2), Fabinho (27/9), Edmilson (29/15), Yūsaku Ueno (30/5), Naoki Takahashi (6/1), Isao Homma (12/0), Yoshito Terakawa (27/0), An Yong-hak (26/3), Shingo Suzuki (30/5), Hikaru Mita (10/0), Hiroyoshi Kuwabara (24/0), Yōsuke Nozawa (19/0), Masahiro Fukazawa (7/1), Hiroshi Morita (3/1), Katsuyuki Miyazawa (7/0), Yūzō Funakoshi (4/0), Yasushi Kita (17/0), Roberto (1/0), Tomokazu Hirama (1/0), Naoto Matsuo (11/1), Oseas (12/4) |
| Shimizu S-Pulse      | Toshihide Saitō (26/3), Shōhei Ikeda (8/0), Fabinho (3/0), Kazuyuki Toda (12/0), Yasuhiro Yoshida (1/0), Naoki Hiraoka (11/1), Teruyoshi Itō (30/1), Araujo (29/9), Hideaki Kitajima (27/5), Masaaki Sawanobori (24/1), Ryūzō Morioka (29/0), Kōhei Hiramatsu (27/2), Jumpei Takaki (18/0), Yoshikiyo Kuboyama (24/4), Yōhei Nishibe (27/0), Tomoyoshi Tsurumi (20/1), Jamelli (3/0), Cho Jae-jin (12/7), Takumi Wada (11/0), Takaya Kurokawa (4/0), Kazumichi Takagi (2/0), Keisuke Ōta (29/1), Daisuke Ichikawa (3/0), Bun’ichirō Abe (3/0), Jun Muramatsu (10/0), Hayato Suzuki (1/0), Kōta Sugiyama (16/2) |
| Júbilo Iwata         | Yōhei Satō (23/0), Hideto Suzuki (28/1), Takahiro Kawamura (21/1), Makoto Tanaka (28/1), Toshihiro Hattori (29/0), Hiroshi Nanami (29/3), Gral (26/16), Masashi Nakayama (19/3), Toshiya Fujita (29/7), Norihiro Nishi (17/4), Fumiya Iwamaru (7/0), Nobuo Kawaguchi (8/0), Takahiro Yamanishi (18/0), Hitoshi Morishita (9/0), Yoshiaki Ōta (7/1), Ryōichi Maeda (27/8), Shō Naruoka (20/1), Kentarō Ōi (3/0), Ken’ya Matsui (1/0), Robert Cullen (9/0), Takashi Fukunishi (26/6), Yasumasa Nishino (9/1), Naoya Kikuchi (18/1), Gaviao (1/0) |
| Nagoya Grampus Eight | Seigō Narazaki (26/0), Yutaka Akita (26/0), Panadic (3/0), Yūsuke Igawa (11/0), Masayuki Ōmori (19/0), Masahiro Koga (24/1), Yūsuke Nakatani (25/0), Naoshi Nakamura (29/5), Teruo Iwamoto (5/0), Marques (29/17), Ueslei (25/10), Harutaka Ōno (10/0), Kunihiko Takizawa (8/0), Taisei Fujita (6/0), Chung Yong-dae (3/0), Kōjirō Kaimoto (21/2), Keiji Kaimoto (9/0), Jorginho (8/2), Makoto Kakuda (22/4), Tetsuya Okayama (21/4), Eiji Kawashima (4/0), Ryōji Ujihara (2/0), Keiji Yoshimura (22/0), Kiyohiro Hirabayashi (8/0), Keiji Watanabe (5/0), Claiton (13/3), Kei Yamaguchi (13/0), Yōhei Toyoda (4/0), Yasuyuki Moriyama (1/0) |
| Gamba Osaka          | Naoki Matsuyo (29/0), Sidiclei (30/3), Masao Kiba (2/0), Noritada Saneyoshi (22/0), Tsuneyasu Miyamoto (24/0), Satoshi Yamaguchi (27/5), Yasuhito Endō (29/9), Fernandinho (28/10), Magrao (10/5), Takahiro Futagawa (30/4), Masanobu Matsunami (9/0), Shigeru Morioka (14/2), Tōru Irie (10/0), Mitsuteru Watanabe (19/0), Masashi Ōguro (30/20), Arata Kodama (13/0), Kōta Yoshihara (22/5), Satoshi Nakayama (22/3), Shin’ichi Terada (1/0), Motohiro Yoshida (1/0), Toshihiro Matsushita (4/0), Hideo Hashimoto (27/1), Akihiro Ienaga (8/1) |
| Cerezo Osaka         | Daisuke Tada (2/0), Kablar (10/0), Mario (4/0), Hiroshige Yanagimoto (13/0), Takanori Nunobe (28/0), Radeljic (15/0), Takeshi Hamada (18/1), Kiyokazu Kudō (23/1), Hiroaki Morishima (28/3), Lovrek (5/0), Tatsuya Furuhashi (14/5), Yoshito Ōkubo (22/15), Takaaki Tokushige (24/3), Yūsuke Satō (13/0), Takahito Chiba (26/1), Ryū Saitō (8/0), Noriyuki Sakemoto (16/0), Shō Gokyū (4/0), Ken’ichi Uemura (15/0), Akinori Nishizawa (29/8), Tomohiko Itō (23/0), Keisuke Hada (4/0), Tōmi Shimomura (24/1), Daisuke Yoneyama (3/1), Yoshiki Nakai (1/0), Takuya Kokeguchi (21/1), Jun’ya Yamashiro (1/0), Miki (4/1), Kensaku Ōmori (5/0), Kenta Tokushige (1/0) |
| Vissel Kobe          | Makoto Kakegawa (17/0), Naoto Matsuo (2/0), Kazumichi Takagi (13/0), Shūsuke Tsubouchi (21/0), Kunie Kitamoto (27/2), Tomo Sugawara (12/0), Roger (28/3), Park Kang-jo (26/0), Naoya Saeki (12/0), Leandrao (11/2), Mboma (6/2), Chikara Fujimoto (20/1), Kazuyoshi Miura (21/4), Ryūji Bando (28/17), Horvy (14/6), Kōji Yoshimura (7/0), Kunihiko Takizawa (2/0), Fumiya Iwamaru (6/0), Hiromasa Yamamoto (1/0), Yukio Tsuchiya (21/1), Mitsunori Yabuta (25/1), Mitsutoshi Watada (17/6), Hiromi Kojima (21/2), Kazuhiro Mori (4/0), Hiroyuki Kōmoto (8/2), Kazutaka Murase (4/0), Ilhan (3/0), Tomoyuki Hirase (10/1), Ryūhei Niwa (8/0), Seiji Honda (6/0) |
| Sanfrecce Hiroshima  | Takashi Shimoda (30/0), Ricardo (26/0), Norio Omura (25/3), Daisuke Tonoike (7/0), Yūichi Komano (18/1), Sampaio (14/0), Beto (14/2), Kōji Morisaki (25/7), Kazuyuki Morisaki (28/5), Yasuo Manaka (6/0), Tiago (10/2), Hiroto Mogi (8/1), Kōji Matsuura (2/0), Kazuki Satō (3/0), Kazumasa Takagi (2/0), Ri Han-jae (26/1), Kōta Hattori (30/2), Kōsuke Yatsuda (3/0), Yūsuke Igawa (6/0), Kōhei Morita (14/1), Susumu Ōki (21/5), Yūki Ōkubo (1/0), Toshiya Tanaka (6/1), Tatsurō Kimura (4/0), Mitsuyuki Yoshihiro (11/0), Yōjirō Takahagi (4/1), Genki Nakayama (11/0), Megumu Yoshida (26/0), Yūki Tamura (8/1), Shōgo Nishikawa (5/0), Shunsuke Maeda (11/1), Issei Takayanagi (3/0)                                                                                      |
| Oita Trinita         | Hayato Okanaka (11/0), Takashi Miki (23/1), Sandro (25/1), Richard Witschge (9/0), Patrick (11/0), Kazuyoshi Mikami (19/0), Teppei Nishiyama (14/1), Tomoaki Komorida (24/0), Takayuki Yoshida (30/5), Magno Alves (29/11), Ryōsuke Kijima (18/3), Daiki Takamatsu (24/8), Haruki Seto (17/0), Takashi Umeda (25/0), Riki Takasaki (20/0), Yūichi Nemoto (18/2), Takashi Kuramoto (1/0), Taku Harada (20/2), Shōta Matsuhashi (16/1), Kentarō Uramoto (1/0), Kōji Arimura (25/0), Tetsuya Yamazaki (13/0), Yoshihiro Uchimura (1/0), Kōji Yoshimura (13/0), Hideki Nagai (2/0) |

## Statistik

### Erste Halbserie
Die erste Halbserie begann am 13. März 2004 und endete am 26. Juni 2004. Die Halbserie wurde von Yokohama F. Marinos gewonnen.

#### Tabelle
| Pl.                       | Verein               | Sp. | S  | U | N | Tore    | Diff. | Punkte |
| ------------------------- | -------------------- | --- | -- | - | - | ------- | ----- | ------ |
| 1.                        | Yokohama F. Marinos  | 15  | 11 | 3 | 1 | 026:130 | +13   | 36     |
| 2.                        | Júbilo Iwata         | 15  | 11 | 1 | 3 | 031:160 | +15   | 34     |
| 3.                        | Urawa Red Diamonds   | 15  | 7  | 4 | 4 | 030:240 | +6    | 25     |
| 4.                        | Gamba Osaka          | 15  | 7  | 3 | 5 | 031:230 | +8    | 24     |
| 5.                        | Kashima Antlers      | 15  | 7  | 3 | 5 | 018:140 | +4    | 24     |
| 6.                        | FC Tokyo             | 15  | 6  | 5 | 4 | 019:190 | ±0    | 23     |
| 7.                        | JEF United Ichihara  | 15  | 5  | 7 | 3 | 028:230 | +5    | 22     |
| 8.                        | Nagoya Grampus Eight | 15  | 5  | 5 | 5 | 024:220 | +2    | 20     |
| 9.                        | Tokyo Verdy 1969     | 15  | 5  | 4 | 6 | 021:230 | −2    | 19     |
| 10.                       | Ōita Trinita         | 15  | 5  | 2 | 8 | 021:270 | −6    | 17     |
| 11.                       | Shimizu S-Pulse      | 15  | 3  | 7 | 5 | 020:270 | −7    | 16     |
| 12.                       | Vissel Kōbe          | 15  | 3  | 6 | 6 | 021:250 | −4    | 15     |
| 13.                       | Sanfrecce Hiroshima  | 15  | 3  | 6 | 6 | 015:190 | −4    | 15     |
| 14.                       | Albirex Niigata      | 15  | 3  | 5 | 7 | 016:250 | −9    | 14     |
| 15.                       | Kashiwa Reysol       | 15  | 3  | 3 | 9 | 014:220 | −8    | 12     |
| 16.                       | Cerezo Osaka         | 15  | 2  | 4 | 9 | 017:300 | −13   | 10     |
| Stand: Ende der Halbserie |                      |     |    |   |   |         |       |        |

| Nach Ende der Halbserie:                                        |
| Qualifikation für die Suntory Championship: Yokohama F. Marinos |

### Zweite Halbserie
Die zweite Halbserie begann am 14. August 2004 und endete am 28. November 2004. Urawa Red Diamonds qualifizierte sich durch den Gewinn der Serie für die Suntory Championship.

#### Tabelle
| Pl.                       | Verein               | Sp. | S  | U | N  | Tore    | Diff. | Punkte |
| ------------------------- | -------------------- | --- | -- | - | -- | ------- | ----- | ------ |
| 1.                        | Urawa Red Diamonds   | 15  | 12 | 1 | 2  | 040:150 | +25   | 37     |
| 2.                        | JEF United Ichihara  | 15  | 8  | 4 | 3  | 027:220 | +5    | 28     |
| 3.                        | Gamba Osaka          | 15  | 8  | 3 | 4  | 038:250 | +13   | 27     |
| 4.                        | Kashima Antlers      | 15  | 7  | 3 | 5  | 023:170 | +6    | 24     |
| 5.                        | Nagoya Grampus Eight | 15  | 7  | 3 | 5  | 025:210 | +4    | 24     |
| 6.                        | Yokohama F. Marinos  | 15  | 6  | 5 | 4  | 021:170 | +4    | 23     |
| 7.                        | Albirex Niigata      | 15  | 7  | 2 | 6  | 031:330 | −2    | 23     |
| 8.                        | Vissel Kōbe          | 15  | 6  | 3 | 6  | 029:300 | −1    | 21     |
| 9.                        | Tokyo Verdy 1969     | 15  | 6  | 2 | 7  | 022:230 | −1    | 20     |
| 10.                       | FC Tokyo             | 15  | 4  | 6 | 5  | 021:220 | −1    | 18     |
| 11.                       | Sanfrecce Hiroshima  | 15  | 3  | 7 | 5  | 021:230 | −2    | 16     |
| 12.                       | Cerezo Osaka         | 15  | 4  | 4 | 7  | 025:340 | −9    | 16     |
| 13.                       | Júbilo Iwata         | 15  | 3  | 5 | 7  | 023:280 | −5    | 14     |
| 14.                       | Shimizu S-Pulse      | 15  | 4  | 1 | 10 | 017:260 | −9    | 13     |
| 15.                       | Kashiwa Reysol       | 16  | 3  | 7 | 6  | 015:270 | −12   | 16     |
| 16.                       | Ōita Trinita         | 14  | 2  | 4 | 8  | 014:290 | −15   | 10     |
| Stand: Ende der Halbserie |                      |     |    |   |    |         |       |        |

| Nach Ende der Halbserie:                                       |
| Qualifikation für die Suntory Championship: Urawa Red Diamonds |

### Gesamttabelle
| Pl.                    | Verein               | Sp. | S  | U  | N  | Tore    | Diff. | Punkte |
| ---------------------- | -------------------- | --- | -- | -- | -- | ------- | ----- | ------ |
| 1.                     | Urawa Red Diamonds   | 30  | 13 | 8  | 9  | 054:420 | +12   | 47     |
| 1.                     | Yokohama F. Marinos  | 30  | 17 | 7  | 6  | 056:330 | +23   | 58     |
| 3.                     | Gamba Osaka          | 30  | 10 | 9  | 11 | 050:460 | +4    | 39     |
| 4.                     | JEF United Ichihara  | 30  | 15 | 8  | 7  | 057:380 | +19   | 53     |
| 5.                     | Júbilo Iwata         | 30  | 16 | 9  | 5  | 056:340 | +22   | 57     |
| 6.                     | Kashima Antlers      | 30  | 13 | 9  | 8  | 044:400 | +4    | 48     |
| 7.                     | Nagoya Grampus Eight | 30  | 11 | 12 | 7  | 049:420 | +7    | 45     |
| 8.                     | FC Tokyo             | 30  | 13 | 10 | 7  | 046:310 | +15   | 49     |
| 9.                     | Tokyo Verdy 1969     | 30  | 11 | 7  | 12 | 056:570 | −1    | 40     |
| 10.                    | Albirex Niigata      | 30  | 5  | 9  | 16 | 031:560 | −25   | 24     |
| 11.                    | Vissel Kōbe          | 30  | 8  | 6  | 16 | 035:630 | −28   | 30     |
| 12.                    | Sanfrecce Hiroshima  | 30  | 6  | 5  | 19 | 028:600 | −32   | 23     |
| 13.                    | Ōita Trinita         | 30  | 5  | 11 | 14 | 027:370 | −10   | 26     |
| 14.                    | Shimizu S-Pulse      | 30  | 11 | 6  | 13 | 039:440 | −5    | 39     |
| 15.                    | Cerezo Osaka         | 30  | 12 | 4  | 14 | 055:560 | −1    | 40     |
| 16.                    | Kashiwa Reysol       | 30  | 9  | 10 | 11 | 035:390 | −4    | 37     |
| Stand: Ende der Saison |                      |     |    |    |    |         |       |        |

| Nach Ende der Saison:                                                                                  |
| Teilnahme an den Relegationsspielen gegen den Drittplatzierten der J.League Division 2: Kashiwa Reysol |

### Suntory Championship
Erstmals seit drei Jahren fanden wieder die Endspiele um die Suntory Championship statt, Titelverteidiger Yokohama F. Marinos traf hierbei auf die Urawa Red Diamonds. Den 1:0-Sieg Yokohamas im eigenen Stadion konnte Urawa, trainiert von Guido Buchwald, eine Woche später nach 90 Minuten egalisieren. Die anschließende Verlängerung verlief ergebnislos, sodass das Elfmeterschießen die Entscheidung bringen musste. Hierbei durften die Reds beginnen, deren erster Schütze Marcus Tulio Tanaka verschoss allerdings. Wenig später besiegelte der Brasilianer Dutra mit seinem entscheidenden Elfmeter die erneute Meisterschaft für die F. Marinos, nachdem unmittelbar davor auch der spätere Bundesliga-Spieler Makoto Hasebe vergeben hatte.

#### Hinspiel
| Paarung        | Yokohama F. Marinos – Urawa Red Diamonds |
| Ergebnis       | 1:0 (0:0)                                |
| Datum          | 5. Dezember 2004                         |
| Stadion        | International Stadium, Yokohama          |
| Zuschauer      | 64.899                                   |
| Schiedsrichter | Masayoshi Okada                          |
| Tore           | 1:0 Ryūji Kawai (66.)                    |

#### Rückspiel
| Paarung        | Urawa Red Diamonds – Yokohama F. Marinos |
| Ergebnis       | 1:0 n. V., 2:4 i. E. |
| Datum          | 11. Dezember 2004 |
| Stadion        | Saitama Stadium 2002, Saitama |
| Zuschauer      | 59.715 |
| Schiedsrichter | Tōru Kamikawa |
| Tore           | 1:0 Alex (76.) Elfmeterschießen: Marcus Tulio Tanaka verschießt, 0:1 Daisuke Oku, 1:1 Alex, 1:2 Yoshiharu Ueno, 2:2 Nenê, 2:3 Daisuke Sakata, Makoto Hasebe verschießt, 2:4 Dutra |

### Relegation
In der erstmals ausgetragenen Relegation um einen Platz in der J.League für die kommende Saison traf Kashiwa Reysol als Letzter der Gesamttabelle auf Avispa Fukuoka, Dritter der Division 2. Die beiden Spiele waren insgesamt eine einseitige Angelegenheit; nach Treffern von Harutaka Ōno und Tatsuya Yazawa für die Reysol im in Fukuoka ausgetragenen Hinspiel machten Yūji Unozawa und Yasuhiro Hato eine Woche später vor heimischer Kulisse den Klassenerhalt für den Favoriten klar.

#### Hinspiel
| Paarung        | Avispa Fukuoka – Kashiwa Reysol                  |
| Ergebnis       | 0:2 (0:1)                                        |
| Datum          | 4. Dezember 2004                                 |
| Stadion        | Hakatanomori-Stadion, Fukuoka                    |
| Zuschauer      | 20.522                                           |
| Schiedsrichter | Toshimitsu Yoshida                               |
| Tore           | 0:1 Harutaka Ōno (47.), 0:2 Tatsuya Yazawa (89.) |

#### Rückspiel
| Paarung        | Kashiwa Reysol – Avispa Fukuoka                 |
| Ergebnis       | 2:0 (0:0)                                       |
| Datum          | 12. Dezember 2004                               |
| Stadion        | Hitachi Kashiwa Soccer Stadium, Kashiwa         |
| Zuschauer      | 13.149                                          |
| Schiedsrichter | Jōji Kashihara                                  |
| Tore           | 1:0 Yūji Unozawa (57.), 2:0 Yasuhiro Hato (61.) |